# Manny Albam
Emmanuel Albam, noto come Manny (Samaná, 24 giugno 1922 – Croton-on-Hudson, 2 ottobre 2001), è stato un sassofonista, compositore e produttore discografico statunitense, di origine dominicana.

## Discografia
- 1951 : Stan Kenton: Innovations in Modern Music (Capitol)
- 1955 : Jazz Workshop (Victor)  con Nick Travis, Joe Newman, Thad Jones, Urbie Green, Bob Brookmeyer, Hal McKusick, Al Cohn, Sol Schlinger, Milt Hinton
- 1956 : The Drum Suite (RCA Victor)
- 1957 : The Jazz Greats of Our Time, Vol. 1 (MCA)
- 1957 : With All My Love (Mercury)
- 1957 : Jazz Heritage : Jazz Greats of Our Time, Vol. 2 (Coral)
- 1957 : The Blues Is Everybody's Business (Coral) con Bernie Glow, Phil Woods, Gene Quill, Eddie Costa, Nat Pierce, Billy Bauer
- 1957 : West Side Story (Coral)
- 1958 : Sophisticated Lady - The Songs of Duke Ellington (Coral)
- 1958 : Down Beat Jazz Concert (Fresh Sound Records)
- 1958 : Jazz New York (Dot) con Donald Byrd, Frank Rehak, Jerome Richardson, Bill Evans, Dick Katz, Addison Farmer, Osie Johnson, Ed Shaughnessy
- 1958 : Steve's Songs (Dot)
- 1959 : Something New, Something Blue (Columbia)
- 1959 : Drum Feast (United Artists)
- 1960 : Double Exposures (Top Rank)
- 1961 : Manny Albam and his Orchestra (RCA)
- 1961 : I Had the Craziest Dream (RCA)
- 1962 : Jazz Goes to the Movies (Impulse!)
- 1966 : Brass on Fire (Solid State)
- 1966 :  Introducing the Passion Guitars (Solid State) con Bucky Pizzarelli, Gene Bertoncini, Barry Galbraith, Don Arnone, Howie Collins
- 1966 : The Soul of the City (Solid State)
- 1985 : Bud Shank Plays, The Royal Philharmonic Orchestra (Mole Jazz)
- 1993 : American Jazz Philharmonic (GRP Records)
- 1997 : Hank Jones And The Meridian String Quartet (Delta)
- 1997 : Celebrating Sinatra (Blue Note Records)
- 1999 : If You Could See Us Now (Koch Jazz)
- 2001 : The Volcanic plus Latin Fire (Fresh Sound Records)
- 2004 : Jazz Greats of Our Time: Manny Albam's Complete Recordings (Lonehill Jazz Spain)
- 2008 : Al Cohn and His Charlie's Tavern Ensemble (Fresh Sounds Spain)